# Callipepla
Genre
Le genre Callipepla regroupe des oiseaux galliformes, connus sous le nom de colins, appartenant à la famille des Odontophoridae.

## Liste des espèces
Selon la classification de référence du Congrès ornithologique international (version 15.1, 2025) :
- Callipepla squamata (Vigors, 1830) — Colin écaillé ;
- Callipepla douglasii (Vigors, 1829) — Colin élégant ;
- Callipepla californica (Shaw, 1798) — Colin de Californie ;
- Callipepla gambelii (Gambel, 1843) — Colin de Gambel.